# Deutz F3L 514/51
Der Deutz F3L 514/51 ist ein Schlepper, den Klöckner-Humboldt-Deutz von 1951 bis 1954 herstellte. Eingesetzt wurde er auf großen landwirtschaftlichen Höfen, im Fuhrgewerbe sowie in der Bauwirtschaft. Die Typenbezeichnung nennt die wesentlichen Motorkenndaten: Fahrzeugmotor mit 3-Zylindern und Lüftkühlung der Baureihe 5 mit einem Kolbenhub von 14 cm. Hinter dem Schrägstrich wird die eigentliche Modellnummer, basierend auf der Jahreszahl des Produktionsbeginns, angegeben.
Deutz startete im Mai 1951 die Vorserienproduktion des F3L 514/51 mit luftgekühltem 3-Zylinder-Dieselmotor und einer Leistung von 40 PS. Teil der Ausstattung war das hauseigene 5-Gang-Getriebe, das bereits im F2M 315 eingebaut wurde und einige Nachteile, wie etwa die geringe Gangzahl und die fehlende Differentialsperre, mit sich brachte. Für die anschließende Serienproduktion wurde die Leistung auf 42 PS erhöht. In der Schnellgangvariante beschleunigt der Motor den 2500 kg schweren Schlepper auf 29 km/h. Auf Wunsch war die Ausstattung mit Motorzapfwelle und Doppelkupplung für den Mähdreschereinsatz möglich. Während der Produktionszeit wurde die Motorleistung auf 45 PS erhöht.